# 落合徹也
落合 徹也（おちあい てつや、1968年12月10日 - ）は、日本のヴァイオリニスト、トランペッター、編曲家、音楽プロデューサーである。東京都出身。東京芸術大学音楽学部卒業。
ヴァイオリン奏者としては弦一徹（げんいってつ）を名乗り、自らのグループ「弦一徹ストリングス」を主宰する。トランペット奏者としての別名は管一徹（かんいってつ）。

## プロフィール
父はヴァイオリニスト、母はピアニストであり、6歳の時に父の手ほどきによりヴァイオリンを始める。
東京芸術大学在学中、後藤勇一郎、榊原大と出会い、ポップス・インストゥルメンタルバンド「G-クレフ」を結成。1989年、CBS/SonyRecordsよりメジャーデビューし、ベスト盤を含む10枚のアルバムと2枚のライブビデオを発表。1990年12月にインストゥルメンタルのグループとしては初めてNHK紅白歌合戦に出場するなど活躍した。1994年、G-クレフ解散。
1995年、ソロアルバム『粗品』を発売。同時にスタジオミュージシャンとしての本格的な活動を開始する。
2000年、大坪稔明（キーボード）、永井敏己（ベース）、清水一雄（ギター）、石川英一（ドラム）とバンド「Pryme Tyme」を結成。アルバム『Pryme Tyme』を発表。
ソロプレイヤーとして、また自らが率いる「弦一徹ストリングス」として、様々なアーティストのレコーディングやライブサポートを行う。アレンジャー/プロデューサーとしても松浦亜弥、上松範康、大久保薫、手嶌葵などの楽曲のストリングスアレンジを手掛ける。サウンドトラックやコマーシャルやゲーム等のレコーディングも数多い。
ヴァイオリニストのNAOTOは落合の元ローディーである。

## 参加・出演
- 2000年、椎名林檎初の全国ホールツアー「下克上エクスタシー」に“弦一徹勝ち戦記念楽団”として参加。
- 2001年、谷村有美のライブツアー「LOVE LIVE LIFE」に参加。
- 2002年、矢沢永吉のライブツアー「EIKICHI YAZAWA ACOUSTIC TOUR 2002 ONE MAN 30〜VOICE〜」に参加。
- 2003年12月17日発売の平原綾香のシングル『Jupiter』のレコーディングに弦一徹ストリングスとして参加。以後、シングル『虹の予感』には弦一徹としてヴァイオリンとストリングスで参加、更に『あなたの腕のなかで』、『BLESSING 祝福』、『君といる時間の中で』にも参加している。
- 2004年8月25日発売のday after tomorrowのシングル『lost angel』収録の「more than a million miles」にストリングスとして参加。
- 2004年12月、矢井田瞳の大阪ドーム（現：京セラドーム大阪）と東京ドームで“最後のドーム公演”と銘打って開催されたドーム公演及び名古屋レインボーホール（現：日本ガイシホール）で開催されたカウントダウンライブにゲストとして参加し、「もしものうた」をはじめ数曲をセッションした[注 1]。
- 2006年よりSound Horizonのサポートメンバーとして、弦一徹名義で『Roman』、『聖戦のイベリア』、『Moira』、『イドへ至る森へ至るイド』に参加。
- NHK大河ドラマの劇中音楽に弦一徹名義で参加[注 2]。
  - 2008年 - 『篤姫』
  - 2011年 - 『江〜姫たちの戦国〜』
- 2012年よりSound Horizonの別名義Linked Horizonのサポートメンバーとして『ルクセンダルク小紀行』、『ルクセンダルク大紀行』、『自由への進撃』に参加。
- 2012年11月25日に横浜アリーナで開催された「Revo Linked BRAVELY DEFAULT Concert」に弦一徹ストリングスとして参加。以降のSoundHorizon・LinkedHorizonのライブにサポートメンバーとして参加。
- 2014年、『GLAY EXPO 2014 TOHOKU』に参加。
- 2017年11月、Superfly10周年記念コンサート「Superfly 10th Anniversary Premium LIVE "Bloom"」に弦一徹ストリングスとして参加。
- 2019年12月、ももいろクローバーZ「ももいろクリスマス2019」に弦一徹カルテットとして参加。

## アルバム

### その他のアルバム
| アーティスト名 | 発売日        | タイトル                        | 規格             | 規格品番   | レーベル             |
| -------------- | ------------- | ------------------------------- | ---------------- | ---------- | -------------------- |
| Pryme Tyme     | 2000年11月1日 | 『Pryme Tyme』                  | CD               | PRCA-4001  | PROVE RECORDS        |
| オノ・セイゲン | 2003年8月10日 | 『Seigen Ono Septet 2003 LIVE』 | SACDハイブリッド | SDR-1025H  | SAIDERA RECORD       |
| オノ・セイゲン | 2003年8月10日 | 『Seigen Ono Septet 2003 LIVE』 | SACDハイブリッド | SD-1025H   | SAIDERA RECORD       |
| ベイたぶい兄   | 2003年        | 『BTA』                         | CD               |            |                      |
| 門藤           | 2009年8月26日 | 『アオイホシ』                  | CD               | VICL-63377 | Victor Entertainment |

## 主な楽曲参加
ストリングス、バイオリンなどに参加している楽曲。(抜粋)
- aiko
  - あられ / 気付かれないように / 嘆きのキス / 瞳 / スター / 青い光 / 恋の涙 / 恋人同士 / 花風 / 洗面所 / かばん / テレビゲーム / 青い光 / 飛行機 / 心日和 / September / 初恋 / 心に乙女 / あなたと握手 / おやすみなさい / 海の終わり / すべての夜 / 蝶々結び / 風招き / アンドロメダ / えりあし / 恋人 / ふれていたい

- 赤い公園
  - ドライフラワー
- Aqua Timez
  - 青い空 / 虹 / 別れの詩 -still connected- / うたい去りし花 / ガーネット / 一瞬の塵 / 小さな掌 / 僕の場所 ～evergreen～ / 1mm / 千の夜をこえて / 白い森 / いつもいっしょ

- ASKA
  - Birth / good time (album ver.) / walking around the Xmas / 愛温計 / 心に花の咲く方へ (album ver.) / 背中で聞こえるユーモレスク

- 安倍なつみ
  - Too far away 〜女のこころ〜

- 絢香
  - 今夜も星に抱かれて… / I believe

- 嵐
  - Season / マイガール / Troublemaker / YOUR SONG / Beautiful days / Be with you. / Oh Yeah! / シリウス / WISH / 身長差のない恋人/ Power of the Paradise

- いきものがかり
  - なくもんか / ありがとう / ソプラノ / ノスタルジア / コイスルオトメ / タユムコトナキナガレノナカデ / 茜色の約束 / SAKURA

- 伊藤由奈
  - Let it Go / WISH / trust you / alone again / I'm Here / MY HEART WILL GO ON / Power of Love / Unite As One / あなたがいる限り ～A WORLD TO BELIEVE IN～ / Two Of Us / Precious / stuck on you / WORKAHOLIC

- VAMPS
  - SWEET DREAMS、INSIDE MYSELF

- ウカスカジー
  - 春の歌

- UVERworld
  - AWAYOKUBA -斬る / NO.1 / クオリア/ 白昼夢 / シークレット / 此処から / KINJITO / 別世界 / Fight for Liberty / 哀しみはきっと (album ver.)

- EXILE
  - ふたつの唇 / Ti Amo / Lovers Again -Orchestra Version- / sayonara / We Will ～あの場所で～

- Every Little Thing
  - azure moon / AMBIVALENCE

- 岡本真夜
  - Who is in love? / かけがえない人よ / 愛しい人よ ～remember me～ / Dear... / TOMORROW ~Acoustic Version~

- 鬼束ちひろ
  - 陽炎 / 蛍 / 蛍 インストバージョン / X / 青春の輝き / 育つ雑草 / 私とワルツを / VENUS

- ORANGE RANGE
  - 君 station / BEAUTIFUL DAY / SAYONARA / Silent Night / STEP BY STEP / Hello / Walk on / キズナ / チャンピオーネ / SP Thanx / 落陽 / 現実逃避 / 瞳の先に

- GACKT
  - 雪月花 -The end of silence- / Future / Misty / 届カナイ愛ト知ッテイタノニ抑エキレズニ愛シ続ケタ… / December Love song（韓国語version） / Love Letter / Tea Cup / U＋K / この誰もいない部屋で / uncertain memory / Last Song / 星の砂 / 12月のLove song / Sayonara / Maria / 鶺鴒 ～seki-ray～ (ЯR ver.) / rain / birdcage / Last Song / Lust for blood / mind forest / white eyes / オレンジの太陽 / 君が待っているから / 月の詩

- 加藤ミリヤ
  - あなたが欲しい / WHY / 19 Memories / Love is... / Eyes on you / I WILL / ジョウネツ / Beautiful

- 清春
  - 瑠璃色

- KinKi Kids
  - Music of Life / futari / Anniversary

- Crystal Kay
  - ONE / STILL / I Know / Motherland

- CHEMISTRY
  - セレナーデ / 空の奇跡 / 最期の川 / 輝く夜 / Top of the World / 遠影 feat. John Legend / almost in love / Dance with me / Long Long Way / Your Name Never Gone / my Rivets / 悲しい土曜日 / いとしい人 (single Ver.)

- Sound Horizon
  - 冥王 / 神の光 / 侵略する者される者 / 石畳の緋き悪魔 / 争いの系譜 / 歓びと哀しみの葡萄酒 / 呪われし宝石 / 星屑の革紐 / 朝と夜の物語

- SADS
  - 忘却の空

- 柴咲コウ
  - 大切にするよ / ブルー・ライト・ヨコハマ / Prism / カレンダー / Actuality / at home / invitation / 一緒に暮らそう / 嬉々 / 分身 / 漆黒、十五夜 / Graybee / Sweet Mom / あどけない温もり / あのひとこのひと / 影 / 甘いさきくさ。 / 哀しみを許して / 帰り道 / 色恋粉雪 / Fantasista / いくつかの空 / 忘却

- JUJU
  - S.H.E. / 桜雨 / Open Your Heart ～素顔のままで～ / Wonderful Life / ナツノハナ / どんなに遠くても

- シュノーケル
  - 62

- SEAMO
  - ルパン・ザ・ファイヤー
- Superfly
  - やさしい気持ちで / Late For The Sky / 愛をこめて花束を / Beautiful

- スキマスイッチ
  - 惑星タイマー (album version) / アカツキの詩 / ガラナ / 空創クリップ / 君曜日 / 雨待ち風 / 君に告げる / 水色のスカート / 全力少年 / ふれて未来を

- SMAP
  - Christmas Night / Dear WOMAN / ありがとう / Dawn / It's a wonderful world / Let It Be / GO NOW! / Flapper / 世界に一つだけの花 (organ version)

- Chara
  - 片思い / TROPHY / 瞳はダイアモンド

- delofamilia
  - no promises / see you

- 電気グルーヴ
  - Upside Down

- 徳永英明
  - 輝きの詩 / 愛をえらぼう / Hello / やさしさで溢れるように / 誰より好きなのに / 翳りゆく部屋 / あの鐘を鳴らすのはあなた / 未来予想図Ⅱ / 時の流れに身をまかせ / 赤いスイトピー / 抱きしめてあげる / 花束 / ガラスの星座 / ことば / 愛が哀しいから / 透徹の空 / 小さな祈り ～P.S.アイラヴユー / WE ALL / 砂時計 / 翼はなくても / CAN YOU CELEBRATE? / ENDLESS STORY / Time goes by / まちぶせ / 月のしずく / 桃色吐息 / 迷い道 / 恋におちて-Fall in Love- / for you... / あの日にかえりたい / いい日旅立ち / かもめはかもめ / シングル・アゲイン / やさしいね / 雪の華 / 未来予想図Ⅱ / 夢を信じて ～20th Anniversary Track～ / 恋人よ / Happiness / SAYONARAの理由 / 翼をください / 涙そうそう / かもめはかもめ / オリビアを聴きながら / ハナミズキ / ボクニデキルコト / 異邦人 / 会いたい / 時代 / 秋桜 / 卒業写真 / 夢の番人 / 名もなき星 / love & peace / 愛のカタチ / LOVE IS ALL / 永遠の果てに

- ナオト・インティライミ
  - 夢のありか

- 中島みゆき
  - 海に絵を書く / 愛が私に命ずること / NOW / 掌 / 闘りゃんせ / 愛だけを残せ / Nobody Is Right / ボディ・トーク / 顔のない街の中で / お月さまほしい / ただ・愛のためにだけ / ララバイSINGER / 五月の陽ざし / 桜らららら / 水 / 宙船（そらふね） / サーモン・ダンス / メビウスの帯はねじれる / 帰れない者たちへ / 泣かないでアマテラス / 二隻の舟 / 命の別名 / 36時間 / 氷中花 / 空がある限り / 霙の音 / 麦の唄 / 愛詞（あいことば） / 産声 / India Goose

- 夏川りみ
  - たったひとり / 光らない星 / ウンジュの原点（ふるさと） / 愛のチカラ / 雨降樹の下で / 玉露のあしび / 大丈夫 / 道しるべ ～かりゆしバージョン～ / 明日の君へ

- 成田圭
  - Blind bird

- 浜崎あゆみ
  - You were... / GREEN / LOVE ～Destiny～ (10th Anniversary version) / Glitter / part of Me / BLUE BIRD / Secret / Criminal / HEAVEN (original mix) / In The Corner / Pride (Original Mix) / Will / CAROLS / M (Remix Ver.) / Heartplace / Voyage / Forgiveness

- BUMP OF CHICKEN
  - 花の名 / pinkie / 魔法の料理 〜君から君へ〜 / 友達の唄 / 話がしたいよ / アリア

- 一青窈
  - 白い蝶のサンバ / はじめて / 「ただいま」 / 栞 / かざぐるま / さよならありがと / 影踏み / ジェラシー / 江戸ポルカ / 生路 ～MAZE～ / ハナミズキ

- 平原綾香
  - ケロパック（チャイコフスキー／くるみ割り人形より「トレパック」） / Reset / BLESSING 祝福 / The Voice / 願い / 君といる時間の中で / 私を呼んで / 虹の予感 / empty space / Jupiter / あなたの腕のなかで / アリア -Air- / 鼓動

- BoA
  - be with you. / Smile again / KEY OF HEART / Everlasting / OUTGROW ～Ready butterfly～ / With U / Moon & Sunrise / LOVE & HONESTY

- 堀江由衣
  - Love Destiny (Album Mix) / インモラリスト / innocent note

- ポルノグラフィティ
  - この胸を、愛を射よ / A New Day / Light and Shadow / あなたがここにいたら / そらいろ / ベアーズ / リンク / 鉄槌 / 農夫と赤いスカーフ / BLUE SKY / BLUE SNOW / 横浜リリー / 休日

- My Little Lover
  - 音のない世界

- MISIA
  - 銀河 / 唇と唇 / 逢いたくていま / Yes Forever / 約束の翼 / CATCH THE RAINBOW / To Be In Love / そばにいて... / 太陽のマライカ / 太陽の地図 / 約束の翼 / LUV PARADE / 砂の城 / 冬のエトランジェ / 風のない朝 星のない夜 / 名前のない空を見上げて / THE GLORY DAY / la la la / 眠れぬ夜は君のせい / BELIEVE / 太陽がいるから / 心ひとつ

- 水樹奈々
  - 夢幻 / PHANTOM MINDS / Dancing in the velvet moon / Orchestral Fantasia / SEVEN / Heart-shaped chant / Justice to Believe / Love Trippin' / Violetta / ひとつだけ誓えるなら / 残光のガイア / 星空と月と花火の下 / ETERNAL BLAZE / Tears' Night

- Mr.Children
  - himawari

- ミドリカワ書房
  - 母さん

- moumoon
  - Hallelujah / Myself / EVERGREEN / Cinderella / more than love / こころのしずく

- モーニング娘。
  - なんちゃって恋愛 / 時空を超え 宇宙を超え

- ゆず
  - Yesterday and Tomorrow / 逢いたい / みらい / 虹 / はるか / 桜会 / しんしん

- L'Arc〜en〜Ciel
  - finale

- りあん
  - 桜並木

- RIP SLYME
  - One ～Christmas classic version～ / Wonderful ～Christmas classic version～ / ブロウ / 楽園ベイベー / BLUE BE-BOP / FUNKASTIC / One / マタ逢ウ日マデ / 雑念エンタテインメント